# Austrochaperina pluvialis
Espèce
Synonymes
- Sphenophryne pluvialis Zweifel, 1965

Statut de conservation UICN

 LC  : Préoccupation mineure
Austrochaperina pluvialis est une espèce d'amphibiens de la famille des Microhylidae.

## Répartition
Cette espèce est endémique du Nord-Est du Queensland en Australie,. Elle se rencontre de la ville d'Ingham jusqu'à celle de Cooktown, ce qui représente une aire de répartition d'environ 15 200 km2. Elle est donnée pour être présente jusqu'à 1 300 mm d'altitude, toutefois de récentes expéditions ne l'ont rencontrée que jusqu'à 900 m d'altitude.

## Description
Austrochaperina pluvialis mesure jusqu'à 26 mm.

## Étymologie
Son nom d'espèce, du latin pluvialis, « pluvieux », lui a été donné en référence à son habitat, la forêt tropicale (rain forest en anglais).

## Publication originale
- Zweifel, 1965 : Revisionary notes on Australian microhylid frogs of the genus Sphenophryne. American Museum novitates, no 2214, p. 1-9 (texte intégral).